# Jean-Baptiste Genis de Beaupuy
Pour les articles homonymes, voir Genis et Beaupuy.
Jean-Baptiste Genis de Beaupuy est un homme politique français né le 2 avril 1776 à Sarlat (Dordogne) et mort le 2 juillet 1859 dans la même ville.

## Biographie
Propriétaire terrien, il est député de la Dordogne de 1821 à 1827, siégeant à droite et soutenant les gouvernements de la Restauration.

## Sources
- « Jean-Baptiste Genis de Beaupuy », dans Adolphe Robert et Gaston Cougny, Dictionnaire des parlementaires français, Edgar Bourloton, 1889-1891 [détail de l’édition]